# العلاقات الجامايكية اللاوسية
العلاقات الجامايكية اللاوسية هي العلاقات الثنائية التي تجمع بين جامايكا ولاوس.

## مقارنة بين البلدين
هذه مقارنة عامة ومرجعية للدولتين:
| وجه المقارنة                                              | جامايكا       | لاوس        |
| --------------------------------------------------------- | ------------- | ----------- |
| المساحة (كم2)                                             | 10.99 ألف     | 236.80 ألف  |
| عدد السكان (نسمة)                                         | 2.95 مليون    | 6.86 مليون  |
| الكثافة السكانية (ن./كم²)                                 | 268.43        | 28.97       |
| العاصمة                                                   | كينغستون      | فيينتيان    |
| اللغة الرسمية                                             | لغة إنجليزية  | اللغة اللاو |
| العملة                                                    | دولار جامايكي | كيب لاوي    |
| الناتج المحلي الإجمالي (بليون دولار)                      | 14.77 مليار   | 16.85 مليار |
| الناتج المحلي الإجمالي (تعادل القوة الشرائية) بليون دولار | 24.79 مليار   | 38.71 مليار |
| الناتج المحلي الإجمالي الاسمي للفرد دولار أمريكي          | 5.23 ألف      | 1.82 ألف    |
| الناتج المحلي الإجمالي للفرد دولار أمريكي                 | 8.88 ألف      |             |
| مؤشر التنمية البشرية                                      | 0.719         | 0.575       |
| رمز المكالمات الدولي                                      | +1876         | +856        |
| رمز الإنترنت                                              | .jm           | .la         |
| المنطقة الزمنية                                           | 00            | ت ع م+07:00 |

## منظمات دولية مشتركة
يشترك البلدان في عضوية مجموعة من المنظمات الدولية، منها:
| علم المنظمة | اسم المنظمة                        | تاريخ انضمام جامايكا | تاريخ انضمام لاوس |
| ----------- | ---------------------------------- | -------------------- | ----------------- |
|             | منظمة حظر الأسلحة الكيميائية       | ?                    | ?                 |
|             | يونسكو                             | 7 نوفمبر 1962        | 9 يوليو 1951      |
|             | وكالة ضمان الاستثمار متعدد الأطراف | 12 أبريل 1988        | 5 أبريل 2000      |
|             | مؤسسة التمويل الدولية              | 31 مارس 1964         | 29 يناير 1992     |
|             | الأمم المتحدة                      | 18 سبتمبر 1962       | 14 ديسمبر 1955    |
|             | منظمة الشرطة الجنائية الدولية      | ?                    | ?                 |
|             | البنك الدولي للإنشاء والتعمير      | 21 فبراير 1963       | 5 يوليو 1961      |

## وصلات خارجية
- موقع وزارة الخارجية الجامايكية
- موقع وزارة الخارجية اللاوسية